# Maya Zapata
Pour les articles homonymes, voir Zapata.
Maya Zapata est une actrice mexicaine, née le 30 novembre 1981 à Mexico.

## Biographie
Maya Zapata tient ses premiers rôles au cinéma alors qu'elle est encore enfant, dont une apparition dans Old Gringo (1989) aux côtés de Jane Fonda et Gregory Peck. Toujours comme enfant-actrice, elle n'obtient dans les productions suivantes que de rôles mineurs de soutien, jusqu'à ce qu'elle décroche un rôle de premier plan dans le drame De la calle pour lequel elle reçoit en 2002 le prix Ariel de la meilleure actrice. Entre 2010 et 2012 elle joue dans les 26 épisodes de la telenovela Soy tu fan (en).
Elle s'est fait connaître en 2023 lorsqu'elle a insulté et menacé le promoteur de l'artisanat indigène Luz Valdez après avoir exigé la reconnaissance de l'artisane Feliciana pour avoir brodé un châle qui était intervenu pour confectionner une cape pour Tenoch Huerta. Actuellement, Maya Zapata ne s'est pas présentée pour s'excuser de la controverse et s'excuse de ne pas avoir fait de commentaires sur la page PoderPrieto. Et comme si ce n'était pas tout, sa petite amie Carolina Solís a eu l'hypocrisie de se moquer de Luz Valdez dans un podcast sur sa propre perception du teint de la peau, bien qu'elle ait parlé et insisté sur le fait qu'elle était contre le racisme et l'oppression contre les personnes de teint foncé.

## Filmographie partielle

### Cinéma
- 2001 : De la calle : Xóchitl
- 2004 : El mago de Gregory Nava
- 2007 : Les Oubliées de Juarez : Eva Jimenez
- 2007 : La misma luna (La Grande Traversée) : Alicia
- 2008 : All Inclusive (en) : Usnavy
- 2008 : Casi divas : Francisca
- 2008 : Morenita, el escándalo : Magdalena
- 2009 : Nikté : Xtabay
- 2010 : Badge & Skaggs : Hoppi
- 2011 : Los inadaptados : Graciela
- 2011 : Bolero de Noche : Greta
- 2013 : Espectro
- 2015 : Eisenstein in Guanajuato de Peter Greenaway : Concepción Cañedo
- 2015 : Meister des Todes : Aquila, Pina
- 2016 : Sin Muertos No Hay Carnaval : Ingrid
- Prochainement : Los 33 : La periodista
- Prochainement : Fireflies at El Mozote : Marta

### Télévision
- 2010-2012 : Soy tu fan (telenovela)
- 2012 : La Ruta Blanca : Dolorès

## Distinctions
- prix Ariel 2002 : Ariel d'argent de la meilleure actrice : De la calle
- Guadalajara Mexican Film Festival 2005 : prix Mayahuel de la meilleure actrice : El mago